# HD 2026
HD2026 є хімічно пекулярною зорею спектрального класу A2 й має видиму зоряну величину в смузі V приблизно  8.3.
.

## Пекулярний хімічний вміст
Зоряна атмосфера HD2026 має підвищений вміст Sr.